# Cladoderris cnephosa
Cladoderris cnephosa är en tvåvingeart som beskrevs av Ian David Whittington 2003. Cladoderris cnephosa ingår i släktet Cladoderris och familjen bredmunsflugor.
Artens utbredningsområde är Moçambique. Inga underarter finns listade i Catalogue of Life.